# بانمارش

بانمارش هي بلدة فرنسية تقع في بروتاني شمال غرب فرنسا.